# Morale
Pour le roman court de Stephen King, voir Morale (nouvelle). Pour l'EP de Roméo Elvis, voir Morale (EP).
« Moralité » redirige ici.  Pour le genre littéraire et théâtral, voir Moralité (théâtre).
Vous pouvez aider à l'améliorer ou bien discuter des problèmes sur sa page de discussion.
- Il ne cite pas suffisamment ses sources. Vous pouvez indiquer les passages à sourcer avec {{référence nécessaire}} ou {{Référence souhaitée}}, et inclure les références utiles en les liant aux notes de bas de page. (Marqué depuis septembre 2009)
- Il doit être recyclé. La réorganisation et la clarification du contenu sont nécessaires. (Marqué depuis juin 2016)

- Archive Wikiwix
- Bing
- Cairn
- DuckDuckGo
- E. Universalis
- Gallica
- Google
- G. Books
- G. News
- G. Scholar
- Persée
- Qwant
- (zh) Baidu
- (ru) Yandex
- (wd) trouver des œuvres sur Wikidata

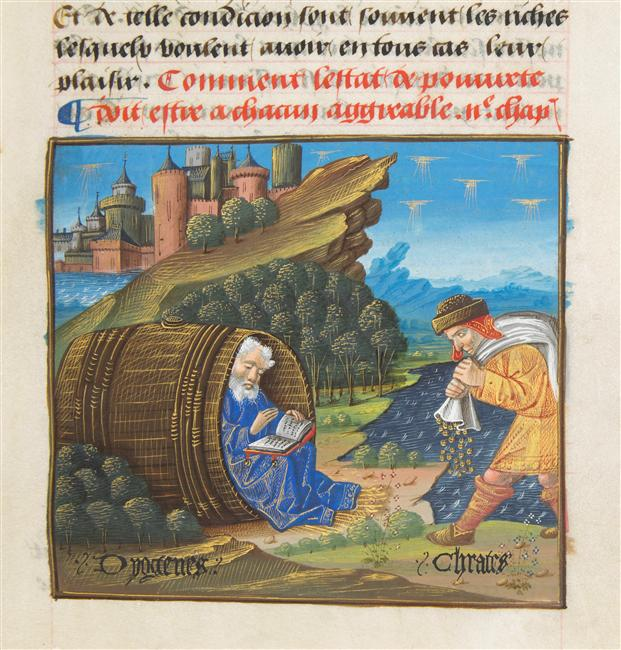
« Comment lestat de pouurete doit estre a chacun aggreable. IIe chap(itre) ». Diogène dans son tonneau et Cratès renonçant à la richesse pour la vertu.
Livre des bonnes mœurs de Jacobus Magnus, ca 1490.

La morale (du latin moralis « relatif aux mœurs ») est l'ensemble des règles ou préceptes, obligations ou interdictions relatifs à la conformation de l'action humaine aux mœurs et aux usages d'une société donnée. Éthique et morale sont étymologiquement proches puisque certains traducteurs de philosophes antiques ont utilisé ces deux termes sans nette distinction selon les époques pour traduire le mot grec ethikos. Néanmoins, pour certains philosophes modernes, la morale se distingue de l'éthique qui se définit telle une réflexion fondamentale sur laquelle la morale établit ses normes, ses limites et ses devoirs. De la morale est née la philosophie morale, qui se distingue de la métaphysique par son aspect pratique. Une action immorale est parfois une action nuisible comme le vol. La morale est distincte de la casuistique et de l'idéologie.
En s'intéressant à la question du bien et du mal, la morale se distingue de la logique (dont les valeurs sont le vrai et le faux), du droit (le légal et l'illégal), de l'art (le beau et le laid) et de l'économie (l'utile et l'inutile). C'est d'après ces valeurs que la morale fixe des principes d'action, qu'on appelle les devoirs de l'être humain, vis-à-vis de lui-même ou des autres individus, ou de l'ensemble de la société, ou d'idéaux plus élevés (la tradition, l'harmonie, la paix, les dieux, etc.), principes qui définissent ce qu'il faut faire et comment agir.
Il y a deux formes d'attitude contraire à la morale : l'immoralité, qui consiste à transgresser délibérément les règles de la morale sans pour autant porter de jugement sur celle-ci, et l'amoralité, qui consiste à refuser ou nier l'existence d'une morale, voire à encourager dans certains cas leur transgression systématique, en séparant les notions d'éthique et de mœurs.
La morale vise d'une part à la conservation des formes collectives d'organisation sociale, de la société, de l'intérêt général, d'autre part à l'agrément de la vie des individus en société. De même, un même schéma moral est adapté selon chaque culture et société, mais à l'intérieur de ces cultures, différents types de moralité cohabitent, avec un degré variable de tensions.
Elle peut renvoyer à l'ensemble des règles de conduite diffuses dans une société donnée (politesse, courtoisie, civisme), ou encore à des préceptes énoncés explicitement par une religion ou une doctrine (morale religieuse, philosophie morale, éthique). Les règles morales peuvent se diviser en deux groupes : d'une part, les maximes de la morale personnelle (individuelle) et, d'autre part, les codes de conduite (ou systèmes de principes) partagés au sein d'une communauté culturelle, religieuse ou civile (collectifs).
Les règles morales peuvent être vues comme de simples habitudes qui ont fini par s'imposer à un groupe social (mœurs, coutumes), c'est-à-dire des façons d'agir culturelles, acquises, apprises et intégrées par les agents (consciemment ou non) qui ont fini par se préciser ou se transformer au cours des siècles, ou au contraire comme des normes absolues, invariables dans le temps, transcendantes et d'origine divine ou révélées. De même, elles peuvent être considérées comme relatives, variables selon les peuples et les époques, ou au contraire comme universelles, indépendantes du lieu et de l'époque, et établies par la raison humaine ou exigées par une certaine représentation de l'être humain en général (universalisme, droits de l'homme).
Selon l'approche philosophique, le critère définissant une conduite morale (ou ce que signifie « bien agir ») ne sera pas le même. En effet, la valeur morale d'une action (le fait qu'elle soit bonne ou mauvaise) peut être définie soit d'après ses conséquences (conséquentialisme, utilitarisme, pragmatisme), c'est-à-dire selon les effets engendrés par cette action, soit d'après sa conformité à des valeurs (déontologie, intuitionnisme), c'est-à-dire selon les intentions ou motivations qui la commandent (indépendamment des conséquences).
L'écrivain Norman Spinrad précise dans une interview à Métropolis que les conflits moraux sont moins ceux du bien contre le mal qu'entre des versions différentes et incompatibles du bien[réf. nécessaire], faisant écho tant au vicomte Louis de Bonald (« Il est plus commode de faire son devoir que de le connaître ») qu'à Jean-Paul Sartre dans L'Existentialisme est un humanisme.

## Définition

### Morale et éthique
En français, morale et éthique ont des sens souvent confondus.
Ainsi le Petit Larousse donne les définitions suivantes :
- morale (du latin mores, « mœurs ») :
  1. ensemble des règles d'action et des valeurs qui fonctionnent comme norme dans une société ;
  2. théorie des fins des actions de l'homme ;
  3. précepte, conclusion pratique que l'on veut tirer d'une histoire.

- éthique, philosophie (du grec ethikos, « moral », de éthos, « mœurs ») :
  1. doctrine du bonheur des hommes et des moyens d'accès à cette fin ;
  2. ensemble particulier de règles de conduite (syn. morale) ;

Le Petit Robert quant à lui donne :
- morale : science du bien et du mal, des principes de l'action ; théorie de l'action humaine en tant qu'elle est soumise au devoir et a pour but le bien…
- éthique : science de la morale ; ensemble des conceptions morales de quelqu'un ; décrit un comportement.

Liée à la notion de mœurs, la morale prend en compte toute une dimension esthétique, culturelle, de culture matérielle, de conformation aux coutumes vestimentaires et culinaires, à la civilité et à la politesse, que l'éthique ignore.
D'autre part, la morale est généralement rattachée à une tradition idéaliste (de type kantien) qui fait la distinction entre ce qui est et ce qui doit être, alors que l'éthique est liée à une tradition matérialiste (de type spinoziste) qui cherche seulement à améliorer le réel (ce qui est) par une attitude raisonnable de recherche du bonheur de tous.
Quant à la déontologie professionnelle (gr. deon, -ontos, ce qu'il faut faire, et logos science), c'est la discipline qui traite des devoirs à remplir, sur un plan professionnel.

### Morale et droit
La morale peut être individuelle, dans ce cas, il s'agit d'un code d'honneur que l'individu se fixe et qu'il décide d'appliquer ou non. Cependant, la morale peut être collective, et dans ce cas, elle s'apparente au droit. La morale et le droit travaillent tous deux de manière coordonnée, en ayant pour finalité l'amélioration de la vie en société.
Il existe différentes théories du rapport entre la morale et le droit. Les auteurs ont recours à l'image de deux cercles pour illustrer les rapports de la morale et du droit. Chez certains, ces deux cercles sont concentriques, car ils considèrent que le droit est entièrement absorbé par la morale. D'autres prétendent que ces cercles sont sécants. Il y aurait alors trois catégories de règles : les règles morales sans dimension juridique, les règles juridiques sans dimension morale, et à l'intersection, les règles morales ayant une application juridique. Enfin, certains avancent l'hypothèse que ces cercles sont strictement séparés. Cependant, cette dernière thèse admet trop d'exceptions pour être valide. On peut donc dire que le droit et la morale ont des domaines d'application distincts, et qu'ils sont séparés, mais ils ont aussi des points de contact : on ne peut par conséquent parler ni de séparation, ni de confusion. Enfin, si la morale peut être le fruit d'une seule personne, et ne s'appliquer qu'à elle, le droit, en revanche, n'apparaît que dans une société.

### Morale et religion
Louis Dicaire affirme qu'il existe une confusion entre morale et religion. Il estime que la morale possède un caractère davantage personnel, qu'on appelle la conscience. Il pense que la religion, quant à elle, possède un caractère davantage public, puisque, selon une des étymologies probables du mot, elle consiste à « relier » des individus ; « religion » viendrait du latin religere, qui signifie « relier ». Selon lui, le rôle des institutions religieuses est donc d'éclairer les consciences par rapport aux enseignements propres à chaque religion. Selon Louis Dicaire, cette confusion est à l'origine d'une conception fréquemment rencontrée, selon laquelle la religion ne serait qu'une affaire privée.
Dans la tradition protestante, le mot éthique tend à remplacer systématiquement celui de morale qui se rattache aux traditions de l'Antiquité romaine et de la religion catholique.

### Morale et technique
Les êtres humains se posent des questions à caractère moral au sujet des techniques, comme l'opportunité d'introduire les organismes génétiquement modifiés en Europe, ou l'entreposage des déchets de l'industrie nucléaire en profondeur ou en surface. Conformément à une conception courante d'un grand nombre de sociologues, les objets en eux-mêmes ne possèdent pas une dimension morale ; les techniques appartiennent au règne des moyens et la morale au règne des fins. Toutefois, certains auteurs en STS ont cherché à dépasser cette distinction en caractérisant la composante morale des objets techniques.

## Morale religieuse

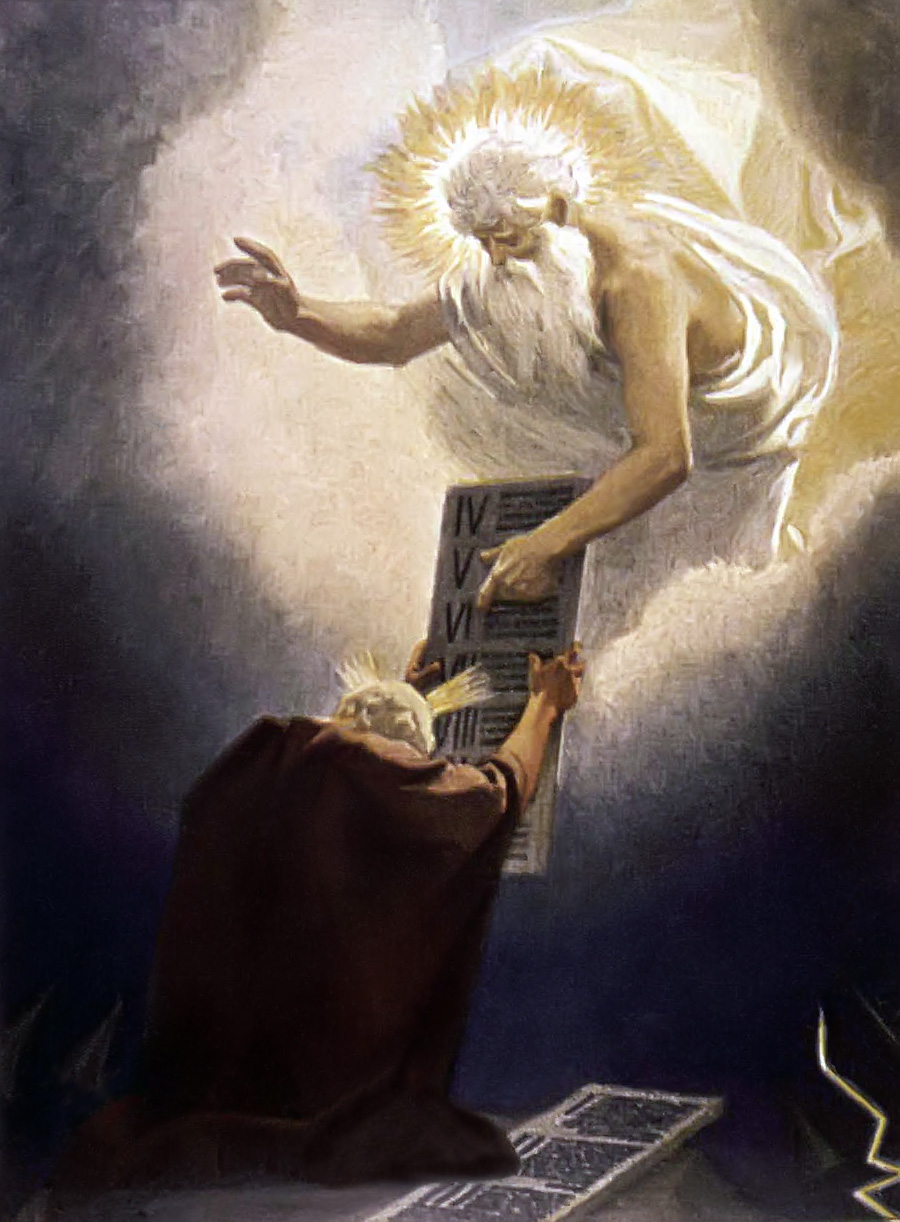
Moïse recevant les Dix Commandements (peinture de Gebhard Fugel, vers 1900).

### Généralités
La morale religieuse est l'ensemble des règles ou des positions que prend une communauté religieuse pour faire avancer les croyants vers un objectif religieux, conformément à leur foi. Elle énonce ainsi divers préceptes d'actions, qui peuvent être relatifs aux rapports avec autrui, à l'emploi du temps ou à des questions plus précises comme le régime alimentaire ou la procréation. Par exemple : manger du poisson le vendredi, jeûner pendant le ramadan, ne pas avorter, respecter le repos dominical, avoir une attitude de non-violence, etc. La morale religieuse peut plus ou moins se rapprocher des lois et commandements édictés dans les textes sacrés. Sur ce socle, s'appuient diverses morales, dont notamment la doctrine des vertus avec ses quatre vertus cardinales (prudence, justice, courage et tempérance).

### Morale catholique et conscience morale
Le Catéchisme de l'Église catholique fait reposer la morale sur la dignité de la personne humaine créée libre et à l'image de Dieu (n° 1701) et appelée au bonheur (n° 1716). Elle l'enracine dans la conscience morale qu'elle définit comme le « centre le plus intime et le plus secret de l'homme, le sanctuaire où il est avec Dieu et où sa voix se fait entendre » (n° 1776) Elle considère que leur conscience morale enjoint aux hommes d'accomplir le bien et d'éviter le mal (n° 1777). Elle ajoute que la conscience morale mérite d'être éveillée et accompagnée d'une formation. Elle fait appel aux vertus morales qui sont des attitudes fermes et des dispositions stables réglant conformément au bien les activités humaines, mais aussi aux vertus théologales que sont la foi (n° 1814-1816), l'espérance (n°1817-1821) et la charité (n° 1822-1829). Et ce n'est alors qu'elle introduit le péché en lien avec la miséricorde divine (n°1846-1869).

### Développements récents
Les grandes morales ou éthiques chrétiennes contemporaines en France sont portées par le philosophe Paul Ricœur ou le théologien Paul Valadier. Le philosophe René Simon s'est fait le spécialiste d'une morale chrétienne de la responsabilité.
Un renouveau de la morale chrétienne s'effectue notamment aux États-Unis et dans les pays germaniques. Par exemple, le théologien moraliste Reinhold Niebuhr est un des inspirateurs intellectuels de Barack Obama.

## Morale selon les philosophes

### Philosophie antique
Dans l'Antiquité, Socrate disait que l'homme ne fait jamais le mal volontairement car l'homme ne cherche que le bien, ou son bien, et que le mal n'est qu'une illusion qu'il prend pour le bien. Faire le mal viendrait donc d'un manque de connaissance ou d'une mauvaise connaissance de ce qu'est le bien (« intellectualisme socratique »).

### Philosophie moderne
La morale est présentée par Descartes comme le principal fruit que le savoir peut apporter à l'homme, et le plus haut degré de la sagesse. Selon lui, la morale découle en effet de la métaphysique et de la connaissance des autres sciences :
« Ainsi toute la philosophie est comme un arbre, dont les racines sont la métaphysique, le tronc est la physique et les branches qui sortent de ce tronc sont toutes les autres sciences qui se réduisent à trois principales, à savoir la médecine, la mécanique et la morale, j’entends la plus haute et la plus parfaite morale, qui, présupposant une entière connaissance des autres sciences, est le dernier degré de la sagesse. Or comme ce n’est pas des racines, ni du tronc des arbres, qu’on cueille les fruits, mais seulement des extrémités de leurs branches, ainsi la principale utilité de la philosophie dépend de celles de ses parties qu’on ne peut apprendre que les dernières. »
On retrouve ce lien entre la morale et les sciences dans le Discours de la méthode de Descartes.

### Philosophie bourgeoise (XIX et XX siècles)
Charles Darwin affirme dans La Filiation de l'Homme que « tout animal est pourvu d'instincts sociaux marqués par des affections parentales qui requièrent un sens moral ».
S'intéressant à l'éthique d'entreprise, le philosophe André Comte-Sponville (dans Le Capitalisme est-il moral ?), pour éviter d'employer le terme morale de façon inadéquate, distingue quatre ordres, parmi lesquels on trouve l'ordre moral et l'ordre éthique. Pour préciser la distinction entre morale et éthique, il se réfère à Spinoza et à Kant : il entend par morale tout ce qu'on fait par devoir (de l'ordre de la volonté), et par éthique tout ce qu'on fait par amour (de l'ordre du sentiment).
Paul Ricœur adopte une distinction quasi similaire dans Soi-même comme un autre : l'éthique correspond à la visée de la vie bonne et accomplie telle que tout homme peut la définir dans sa recherche du bonheur, le rôle de la morale intervenant par la suite en tant qu'articulation de cette éthique au sein de normes destinées à être universalisées, de règles pour une vie en société. L'éthique est donc une estime de soi-même et reste subjective (approche téléologique que l'on retrouve chez Aristote), tandis que la morale renvoie au respect de soi-même dans les normes que l'on s'impose à soi et donc aux autres. Un retour de la morale à l'éthique doit même être envisagé si celle-là conduit à des impasses pratiques, dans l'application des lois notamment. On retrouve ici l'aspect déontologique de la morale telle que la présente Kant dans les Fondements de la métaphysique des mœurs. Kant considère en effet que c'est le fait d'agir selon le devoir, ou plutôt par pur devoir (et non pas simplement conformément au devoir, mais de manière intéressée), qui rend l'attitude morale.
Pour la psychanalyse, il n'y a pas de bien et de mal. En effet considérant que les maladies mentales peuvent se résumer à trois grandes structures (la structure psychotique, la structure névrotique et la structure perverse), on comprend que la perversion, soit ce qu'on appelle communément le mal, n'est pas un péché comme pour les religions monothéistes mais seulement une maladie mentale.

### Philosophie contemporaine
Voir Histoire de l'éthique

## Morale en littérature
La parabole (par exemple, les paraboles du Christ, celle de l'Enfant Prodigue) est un récit simple qui, au moyen d'une anecdote, transmet un enseignement moral. Le recours à l'allégorie et à la métaphore est employé. Les fables sont aussi de brefs récits autonomes, écrites dans l'Antiquité grecque (Esope), latine (Phèdre), au Moyen Âge (isopet), puis dans les temps modernes (La Fontaine au dix-septième siècle, Jean-Pierre Claris de Florian à la fin du dix-huitième siècle).
Au Moyen Âge, les moralisations constituent une pratique littéraire visant à interpréter une histoire ou une œuvre déjà existante d'un point de vue moral. Un exemple en est l' Ovide Moralisé, datant du quatorzième siècle : cette traduction des Métamorphoses d'Ovide est accompagnée de commentaires moraux, correspondant à une morale chrétienne.
Au dix-septième siècle, les moralistes s'expriment en argumentation directe (Maximes de François de La Rochefoucauld, qui traitent notamment de l'amour-propre) ou indirecte (La Bruyère, auteur des Caractères, les dramaturges tels Pierre Corneille, Jean Racine ou Molière, les Contes, comme ceux de Perrault, qui comptent une moralité à la fin). Le jansénisme influence notamment Jean Racine, la morale en littérature au dix-septième siècle (par exemple, l'idéal du héros de tragédie) est analysée dans Morales du Grand Siècle de Paul Bénichou. Le libertinage joue aussi un rôle dans la littérature.
Gisèle Sapiro analyse l'engagement en littérature dans La Responsabilité de l’écrivain. Littérature, droit et morale en France 19e-21e siècles. L'art engagé s'oppose à l'Art pour l'art, notamment valorisé par le parnasse, où l'utilité est considérée comme laide.
Plus généralement, il est possible de se demander si la littérature doit remplir un devoir moral. Hegel traite de cette question dans son Esthétique. D'après lui, une œuvre d'art étant ambiguë et libre d'interprétation, il est difficile de lui assigner une morale. Les procès contre Flaubert (Madame Bovary) et Baudelaire (Les Fleurs du Mal) ont lieu car ces œuvres sont jugées contraires à la morale publique et religieuse et aux bonnes mœurs.

## La morale selon les théologiens
Dans la théologie catholique, en théologie morale, plus particulièrement dans les cours de théologie sectorielle, on distingue la morale individuelle et la morale sociale.
Aussi, dans une perspective historique, saint Thomas d'Aquin distingue au Moyen Âge onze péchés de différentes natures. De plus, pour lui le bien et le mal ne sont qu'une réponse, ou plutôt deux réponses différentes et diamétralement opposées, à la valeur de la vie (vie qui, pour lui, vient bien sûr du créateur). En effet, ne pouvant rester neutre face à la valeur du vivant, nos réactions s'étalent de la plus saine qu'est l'amour jusqu'aux moins saines. Par ailleurs, Thomas d'Aquin pense que tous les sentiments sont jouissifs en eux-mêmes : l'amour, la perversion, la haine. C'est d'ailleurs pour cela qu'ils se transforment généralement en actes. Seulement certains, comme le mal, à la fois séduisent mais également détruisent celui qui les ressent. Thomas d'Aquin pense ainsi que pour pouvoir vivre et aller dans le sens de la Vie, dans le sens du Christ, il faut commencer par vouloir vivre, et cette décision est uniquement d'ordre moral. Maître Eckhart, théologien et philosophe dominicain des XIIIe et XVIe siècles, affirme[Où ?] que l'on peut diviser les sentiments mauvais en trois grandes catégories. La plus grave est bien sûr la méchanceté (c'est-à-dire la perversion), qui consiste à prendre plaisir à détruire la vie et donc les êtres de vie que sont les hommes. Puis vient une forme moins connue que l'on peut traduire de nos jours par l'aigreur et qui consiste à prendre plaisir à rejeter, à gâcher la vie et ses bonnes choses. Enfin, vient la haine qui, pour lui, n'est pas la plus grave en ce sens qu'il faut toujours des raisons pour haïr, et qu'ainsi, d'une certaine façon, elle peut se justifier, bien que le Christ ait condamné également ce sentiment. En théorie, seuls les actes sont jugés moraux ou immoraux, mais pour le Nouveau Testament la moralité commence au sein même du sentiment qui pousse à passer aux actes, tant dans le sens de la moralité que de l'immoralité.

## Débats contemporains
Selon l'anthropologue Raymond Massé, ce qui caractérise la morale contemporaine est qu'elle est un ensemble de normes qui évolue sans cesse. Devant ces normes sociales, l'individu navigue et adapte ses idées et actions selon les contextes globaux et les circonstances particulières. Massé insiste sur la centralité du pouvoir dans les traits importants de la moralité puisque « dans toute société, elle est promue par certains groupes d’intérêt (par exemple religieux, sexuels, de classe, ethniques) ». De plus, chaque individu trouve un sens moral selon différentes sources d'autorité. En plus des grandes religions, qui proposent un ensemble de règles, de normes et d'idéaux plus précis, il y a les héros et héroïnes de mythes traditionnels, ou encore les institutions publiques, nationales ou internationales, ainsi que des corps et regroupements professionnels avec des codes déontologiques à suivre. Ces derniers sanctionnent directement les individus qui ne s'y rattachent pas, mais contribuent à forger un nouvel imaginaire collectif de la vertu.
La morale sociale est assez voisine dans ses principes de l'éthique sociale. Aussi, de nombreux débats contemporains concernent la morale sociale[réf. nécessaire] :
- les droits de l'homme ;
- la tolérance ;
- la pollution de l'environnement ;
- l'éthique de la responsabilité dans le domaine technique et scientifique (Hans Jonas) ;
- la responsabilité sociale des entreprises ;
- l'éthique des affaires ;
- la bioéthique ;
- le moralisme ou le rigorisme, formes intégristes de la morale ;
- les droits des animaux.

Ils concernent aussi la morale individuelle dans les questions sexuelles, ce qui relève de la transmission entre générations.

## Développement du jugement moral

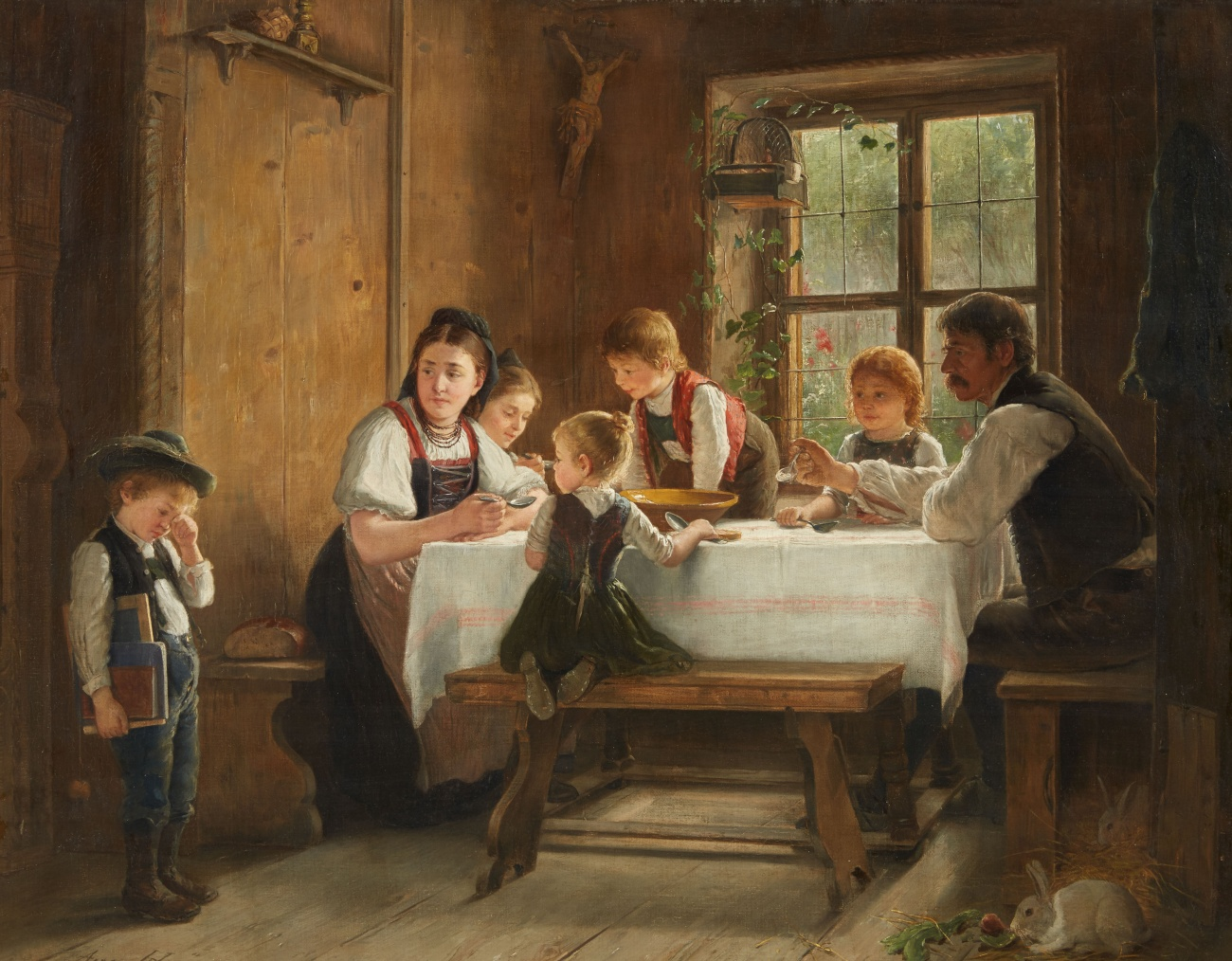
L'enfant peut apprendre les comportements moraux en observant la conséquence du comportement des autres enfants, par exemple lors du repas familial. Peinture d'une scène familiale de August Heyn.

Le psychologue du développement David R. Shaffer décrit la morale humaine comme relevant des composants émotionnels (par exemple, la culpabilité), cognitifs (par exemple, réfléchir et décider sur ce qui bien ou mal), et du comportement (par exemple, mentir ou se conduire façon jugée honorable). Le développement moral a été étudié sous plusieurs angles théoriques par la psychologie.
Sigmund Freud a décrit les stades du développement moral dans sa théorie psychanalytique en s'appuyant essentiellement sur les souvenirs adultes. Le jugement moral se construit par l'identification avec le père (complexe d’Œdipe) ou la mère (complexe d'Électre) et prend place vers l'âge de 5-6 ans. Plusieurs aspects de la théorie de Freud ont été invalidés par les recherches ultérieures de la psychologie scientifique[pas clair], mais l'importance des années précoces dans la formation des valeurs morales et l'importance des parents ont été confirmées.
Sur le plan cognitif, le développement du jugement moral a été décrit sous forme de stades ou périodes, par l'approche constructiviste de Jean Piaget. S'inspirant de l'approche de Piaget et de ses méthodes, Lawrence Kohlberg a élaboré un modèle de développement du jugement moral reposant sur des stades cognitifs que l'enfant traverse en grandissant. Selon Kohlberg, le développement moral se développe pendant l'enfance, il devient explicite et plus élaboré durant l'adolescence et continue de se développer chez les jeunes adultes. Le modèle de Kohlberg, malgré ses limites, reste une référence fondamentale dans ce domaine d'étude de la psychologie du développement,. Parmi les multiples critiques de ce modèle, on lui reproche de sous-estimer l'impact des parents et de l'environnement,,.
Dans une approche issue du béhaviorisme, le développement moral a été étudié par Albert Bandura et par Walter Mischel dans la perspective théorique de l'apprentissage social, où les scientifiques ont mis en évidence que les enfants apprennent certains comportements par imitation des comportements observés dans leur environnement (et leurs conséquences),. Ainsi en 1978, Ted Rosenthal et Barry Zimmerman, dans cette perspective théorique, critiquent l'approche des structuralistes comme Piaget et insistent sur l'importance des connaissances préalables et l'histoire de l'apprentissage par observation de l'enfant sur ses comportements et ses pensées (y compris son raisonnement moral) dans une situation donnée,.
Martin Hoffman (en) a systématiquement étudié le rôle des parents sur le développement moral précoce,. Depuis les années 1970, de multiples études ont indiqué que le style parental influence grandement et durablement le développement moral des enfants,. Durant l'adolescence, la pression des pairs influence également le développement moral.

### Enseignement de la morale
En France, la morale est enseignée dans les écoles primaires dès Jules Ferry et continue d'être enseignée sous l'intitulé d'« éducation civique et morale ». Jules Ferry recommande aux enseignants d'éviter un excès d'abstraction lorsqu'ils enseignent la morale, pour lui privilégier les exemples concrets. Jean Jaurès est partisan d'une morale laïque.

#### Ouvrages cités dans l'article
- Olivier Depré, Philosophie morale, Academia Bruylant, 1999, 185 p. (ISBN 978-2-87209-469-1)

#### Ouvrage de référence classiques
- Platon, Phédon ; La République
- Aristote, Éthique à Nicomaque
- Épicure, Lettre à Ménécée
- Cicéron, Des biens et des maux ; Des devoirs ; Des lois
- Épictète, Manuel ; Entretiens
- Sénèque, Sur la vie heureuse
- Sextus Empiricus, Contre les moralistes
- Augustin d'Hippone, Contre le mensonge
- René Descartes, Les passions de l'âme
- Gottfried Wilhelm Leibniz, Essais de théodicée
- John Locke, Essai sur l'entendement humain
- Nicolas Malebranche, Traité de morale
- Baruch Spinoza, Éthique
- David Hume, Traité de la nature humaine ; Enquête sur les principes de la morale
- Emmanuel Kant, Fondation de la métaphysique des mœurs ; Métaphysique des mœurs ; Critique de la raison pratique
- Fichte, Système de l'éthique
- Georg Wilhelm Friedrich Hegel, Principes de la philosophie du droit
- Arthur Schopenhauer, Le fondement de la morale
- Friedrich Nietzsche, Aurore, réflexions sur les préjugés moraux ; Par-delà bien et mal ; Généalogie de la morale
- Jeremy Bentham, Déontologie ou science de la morale
- Stirner, L'Unique et sa propriété
- John Stuart Mill, L'Utilitarisme
- Herbert Spencer, Les Bases de la morale évolutionniste
- Maine de Biran, Fondements de la morale et de la religion
- Henri Bergson, Les Deux Sources de la morale et de la religion
- Max Scheler, Le Formalisme en éthique et l'éthique matérielle des valeurs
- Max Weber, L'Éthique protestante et l'esprit du capitalisme

#### Ouvrages de référence contemporains
- Hans Jonas, Le Principe responsabilité, 1979.
- Vladimir Jankélévitch, Le Traité des vertus ; Le paradoxe de la morale.
- Jean-Pierre Dupuy, Pour un catastrophisme éclairé, 2002.
- André Comte-Sponville, Le capitalisme est-il moral ?, Albin Michel (2004).
- Angèle Kremer-Marietti, La Morale en tant que science morale, 2007.
- Georges Chapouthier, Kant et le chimpanzé : Essai sur l’être humain, la morale et l’art, Belin (2009).
- Hugues Lethierry, Sauve qui peut les morales, Aleas, 2001.
- (en) John Newton, Ph.D. Complete Conduct Principles for the 21st Century, 2000  (ISBN 0967370574).
- Charles-Éric de Saint Germain, La morale, le sujet, la connaissance, Ellipses, 2012.
- Denis Collin et Marie-Pierre Frondziak, La force de la morale, éditions R&N, 2020  (ISBN 9791096562206).